# 1876 год в театре
1876 год в театре

## События
- Полина Стрепетова дебютировала на сцене Александринского театра.
- 13 августа — Открытие в Байройте выстроенного по особому плану музыкального театра для исполнения произведений Рихарда Вагнера (Wilhelm Richard Wagner). В этот и несколько последующих дней состоялось первое исполнения полного оперного цикла «Кольцо нибелунга».

### Постановки
- 25 апреля — сценическая премьера пьесы Генриха фон Клейста «Пентесилея» (1808).

## Персоналии

### Родились
- 21 марта — Яков Васильевич Орлов-Чужбинин, русский советский актёр, Заслуженный артист Республики (1927).
- 29 марта — Василий Дмитриевич Тихомиров, артист балета и балетмейстер, народный артист РСФСР.
- 2 июня — Константин Андреевич Тренев, драматург.
- 7 июля — Мария Успенская, российская и американская актриса театра и кино.
- 27 сентября — Николай Григорьевич Сергеев, русский артист балета, режиссёр, педагог.
- 30 ноября — Михаил Савояров, русский и советский автор-куплетист, композитор, поэт, шансонье, мим-эксцентрик.
- Серафима Александровна Астафьева, балерина и балетный педагог, солистка Мариинского театра.
- Холик Бабаев, актёр таджикского народного театра.

### Скончались
- 5 марта в Милане скончался Франческо Мария Пьяве — итальянский либреттист и оперный режиссёр.